# Charles Bernard Renouvier
Charles Bernard Renouvier, adesea doar Charles Renouvier (n. 1 ianuarie 1815, Montpellier – d. 1 septembrie 1903, Prades) a fost un filozof francez.

## Lucrări
- Manuel de philosophie moderne (1842)
- Manuel de philosophie ancienne (1844, 2 vol.)
- Manuel républicain de l'homme et du citoyen (1848 in-18)
- Essais de critique générale (1854-64, 4 vol.). I. Traité de logique générale et de logique formelle. II. Traité de psychologie rationnelle d'après les principes du criticisme
- Uchronie[9]. Utopie dans l'Histoire (1857, 2×10{{{1}}} édition revue et augmentée : 1876)
- Science de la morale (1869, 2 vol. in-8°))
- L'Année philosophique (1868 et 1869, 2 vol.)
- Petit traité de morale à l'usage des Écoles Primaires laïques (1882)
- Esquisse d'une classification systématique des doctrines philosophiques (1885-86)
- Philosophie analytique de l'histoire (1896-97)
- Histoire et solution des problèmes métaphysiques (1901)
- Victor Hugo : Le Poète (1893)
- Nouvelle Monadologie avec Louis Prat (1898)
- Victor Hugo : Le Philosophe (1900)
- Les Dilemmes de la métaphysique pure (1901). Texte en ligne :
- Le Personnalisme (1903)
- Les derniers entretiens (1904)
- Critique de la doctrine de Kant (1906)
- Correspondance avec Ch. Secrétan (1910)

Traductions
- Psychologie de Hume (1878), en collaboration avec François Pillon.
- Les principes de la connaissance humaine, (publié en 1926) de Georges Berkeley.